# Complesso di San Francesco alla Collina
Il complesso di San Francesco alla Collina è un ex monastero francescano, che si trova a Paternò, in provincia di Catania.

## Storia

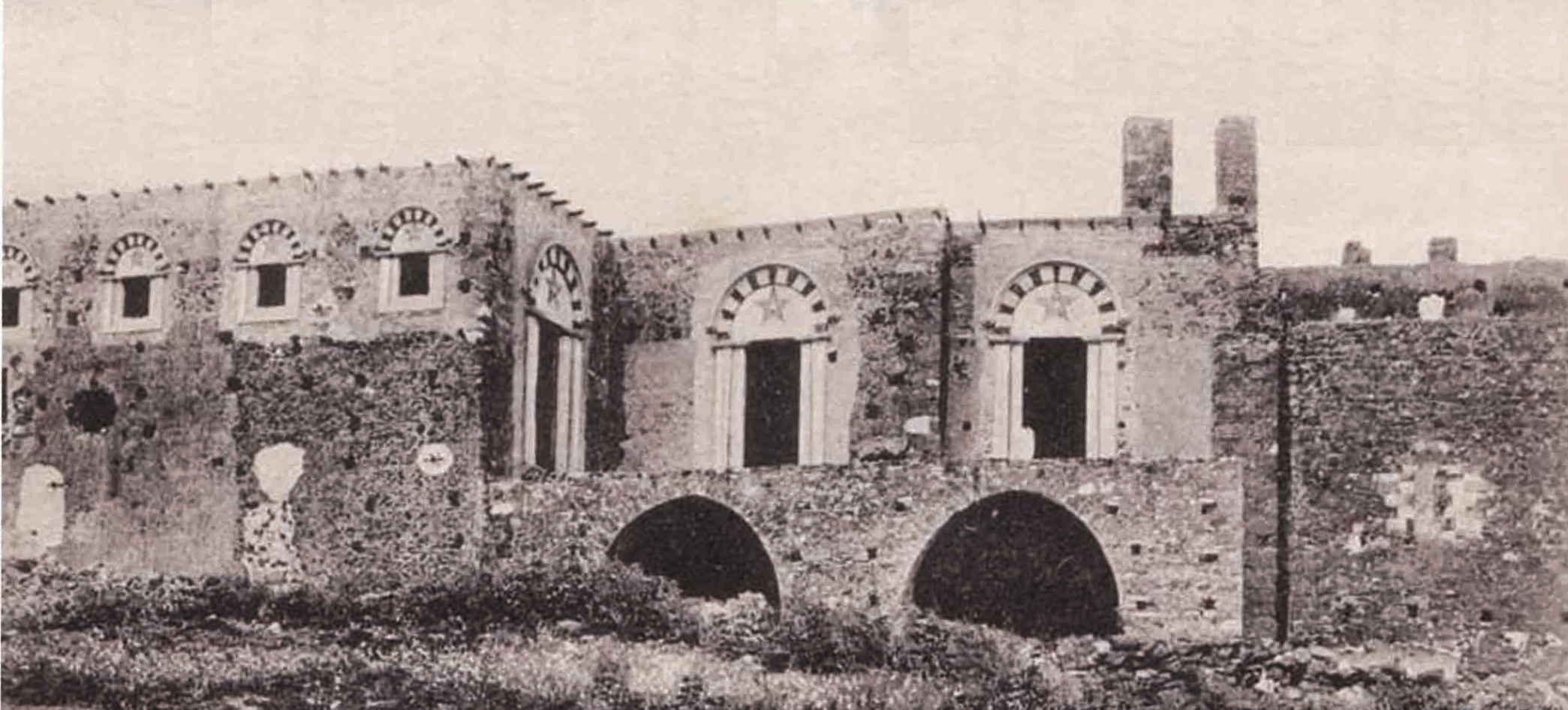
Anastilosi del plesso realizzata dal barone Cara Zuccaro.

Le origini del convento risalgono al 1086, quando il gran conte Ruggero fece erigere sulla collina di Paternò una chiesa in onore di san Giorgio. 
La costruzione, probabilmente di modeste dimensioni, nel 1114 fu eretta in regia cappella da Ruggero II; nel 1196 fu ceduta ai monaci benedettini. 
Dopo la morte di Federico III di Aragona, il complesso rimase proprietà della regina Eleonora d'Angiò che alla sua morte nel 1343, lo donò ai francescani, i quali, concessa l'autorizzazione nel 1346 dal pontefice Clemente VI, demolirono le vecchie case per l'edificazione del nuovo complesso conventuale.
Per molti anni il convento prosperò grazie ai Moncada, ma a causa del terremoto del 1693 subì gravi danni, tra cui il crollo dell'ala est, e venne abbandonato. L'ala sud seppur danneggiata, conservò la copertura fino al 1915, mentre il tetto a capanna della chiesa crollò nel 1904 a causa del degrado dei materiali.
Nel 1906 il complesso fu venduto al barone Cara Zuccaro, che con i contributi della soprintendenza iniziò i lavori di ricostruzione del complesso per adibire la chiesa a cappella di famiglia; pensando che si trattasse del palazzo dei re aragonesi furono eseguiti in tale occasione interventi che alterarono l'aspetto originario. 
Dopo un periodo di abbandono, negli anni venti, il Ministero della Pubblica Istruzione si occupò della tutela dell'intero complesso e tra gli anni quaranta e novanta furono eseguiti interventi di restauro che hanno permesso la salvaguardia della chiesa e di una parte delle murature del convento.
La chiesa, restaurata, è utilizzata saltuariamente come sala conferenze e di esposizione mentre i resti del monastero sono chiusi al pubblico. Nel 2009 sono stati avviati altri lavori di restauro dell'ala principale del convento per poterla utilizzare per mostre e convegni.